# Endres II. Hirschvogel
Endres II. Hirschvogel (* 1513 in Nürnberg; † 12. November 1550 ebenda) war Kaufmann, Enkel von Lienhard II. Hirschvogel und Sohn von Endres I. Hirschvogel, Neffe von Lienhard III. Hirschvogel; selbst letzter Vertreter der mit ihm ausgestorbenen Patrizierfamilie Hirschvogel.
Mit der Person des jungen Endres II., selbst ohne persönliche Schuld am Niedergang des Handelshauses, vollzog sich der tragische Abstieg des Patriziergeschlechts Hirschvogel. Er musste die Erbschaft seines Vaters Endres I. ausschlagen. Sein Onkel Lienhard III. (Erbauer des Hirschvogelsaales) hatte Nürnberg wegen Überschuldung bereits 1538 verlassen. Endres II. bestritt seinen Lebensunterhalt zunächst noch vom Verkauf ererbten Hausrats, bis am 12. Juni 1549 der Rat der Stadt ihm die „Urkundt der Armut“ ausstellte. Die letzten Jahre verdingte sich der Adelige als Knecht des Gastwirtes Bittrolt. Von unbekannter Hand stammt der letzte Eintrag in der Hirschvogel-Chronik: „Endres Hirßvogel der Junger starb ledig anno domini 1550 Jar den 12. November, dem Gott genedig sy.“